# Narromine Shire
Narromine är en region i Australien. Den ligger i delstaten New South Wales, i den sydöstra delen av landet, omkring 350 kilometer nordväst om delstatshuvudstaden Sydney. Antalet invånare är 6 872.
Följande samhällen finns i Narromine:
- Narromine
- Trangie
- Dandaloo

Trakten runt Narromine består till största delen av jordbruksmark. Trakten runt Narromine är nära nog obefolkad, med mindre än två invånare per kvadratkilometer.  Genomsnittlig årsnederbörd är 641 millimeter. Den regnigaste månaden är mars, med i genomsnitt 104 mm nederbörd, och den torraste är oktober, med 9 mm nederbörd.